# Tris-Glycin-Puffer
Tris-Glycin-Puffer auch als Laemmli-Puffer bekannt ist ein Elektrophoresepuffer, der in der Biochemie und Molekularbiologie im Zuge einer SDS-PAGE zur Trennung von Proteinen verwendet wird.

## Eigenschaften
Der Tris-Glycin-Puffer (pH 8,3) ist aus TRIS (25 mM), Glycin (192 mM) und SDS (0,1 % m/V) zusammengesetzt.
Alternativ verwendete Puffer sind das TRIS-Tricin- (pH 8,24) aus TRIS (50 mM), Tricin (50 mM), EDTA (1 mM) und SDS (0,1 % m/V), das Tris-MOPS- (pH 7.7) aus TRIS (50 mM), MOPS (50 mM), EDTA (1 mM) und SDS (0,1 % m/V) und das Tris-MES-Puffersystem (pH 7,3) aus TRIS (50 mM), MES (50 mM), EDTA (1 mM) und SDS (0,1 % m/V). Die Tris-MOPS- und Tris-MES-Puffersysteme werden insbesondere für kommerziell erhältliche, durch den neutralen pH-Wert stabilisierte Gele eingesetzt.
Der Tris-Glycin-Puffer basiert auf dem Puffer für diskontinuierliche Elektrophoresen von L. Ornstein und B. J. Davis.